# 東京テレメッセージサービス
東京テレメッセージサービス株式会社（とうきょうテレメッセージサービス、英:TokyoTelemessageService Inc. ）は、電気通信サービス並びに機器販売を行う電気通信事業者。

## 略歴
東京テレメッセージの100%子会社として、1993年にTTMコムネット株式会社が設立。
当初はポケットベルを利用した電光表示装置など、ポケベルを活用した機器の販売等を手がけていた。その後、親会社東京テレメッセージの経営多角化方針により、音声メールサービス「ベルボイス」の営業・運営を担当。また、ADSLモデムの販売なども行っていた。
しかし携帯電話やPHSの爆発的普及の影響を受け、ポケットベル加入者の解約が相次ぎ、経営悪化。加入者が激減していた「ベルボイス」サービスは1999年に終了。
2001年、ポケットベルサービスを行っていた親会社東京ウェブリンク（旧東京テレメッセージ）が鷹山へ全株式を譲渡。株式会社マジックメールへ社名変更した際、TTMコムネット株式会社も同時に株式会社マジックメールサービスへ社名変更。
2002年、マジックメールを運営する鷹山がPHS事業に新規参入するにあたり、サービス提供や機器販売を行う受け皿として、株式会社マジックメールサービスを株式会社マジックメールから1,664,000円で買収。鷹山の直接の子会社となる。
2003年、D-FAXを運営していた名古屋めたりっく通信が、ADSL事業再編のためソフトバンクBBと合併。その際事業合理化のため、D-FAX運営で協力関係にあったマジックメールサービスにD-FAX事業を譲渡。
その後、社名を株式会社YOZANスカイキャストコミュニケーションズに変更。2008年に東京テレメッセージサービス株式会社へ社名を変更し、現在に至る。

## かつて行っていた事業

### ベルボイス
ベルボイスとは、ポケットベルを活用した音声伝言サービスである。
- 会話機能(むすべるコール)

ベルボイスのセンターへ電話をかけ、会話したい相手のポケットベル番号を入力。会話したい相手のポケットベルへ「会話したい相手がいる」との文章をベルボイスのセンターが送信。相手がベルボイスのセンターへ電話をかけ、自らのポケットベル番号を入力すると呼び出した本人と会話をすることが出来る。
携帯電話やPHSが普及していなかった時代に相手を直接呼び出し、場所を問わず一対一で会話が出来るという点で画期的であった。
- 伝言機能

ベルボイスのセンターへ電話をかけ、伝言を残したい相手のポケットベル番号を入力後、メッセージを吹き込む。伝言を預かった相手のポケットベルへ「伝言がある」との文章をベルボイスのセンターが送信。相手がベルボイスのセンターへ電話をかけ、自らのポケットベル番号と暗証番号を入力すると、伝言を聞くことが出来る。
- 伝言掲示板

ベルボイスのセンターへ電話をかけ、自分のポケットベル番号と暗証番号を入力後、メッセージを吹き込む。メッセージを聞きたい相手は、持ち主のポケットベル番号と暗証番号を入力すると登録されていた伝言が再生できた。
ベルボイスは1994年にサービス開始したものの、携帯電話やPHSの普及などにより加入者は頭打ちに。その後も加入者は増えず、1999年にサービスは終了した。

### D-FAX
D-FAX(Dial in FAX)は、パソコンでFAXデータを受信するサービスのブランド名称である。
サービスの詳細は、D-FAXを参照。
2021年10月31日をもってサービスを終了した。

## 年表
- 1993年4月6日 - 東京テレメッセージの100%子会社として、TTMコムネット株式会社設立。
- 2001年12月 - TTMコムネット株式会社から株式会社マジックメールサービスに社名を変更。
- 2002年4月2日 - 親会社である株式会社マジックメールが株式会社マジックメールサービスを鷹山へ売却。売却金額は1,664,000円。鷹山子会社となる。
- 2003年
  - 4月1日 - ソフトバンクBB(旧名古屋めたりっく通信)から、D-FAX事業の譲渡を受ける。
  - 10月2日 - 株式会社YOZANスカイキャストコミュニケーションズに社名変更。
- 2008年10月 - 東京テレメッセージサービス株式会社に社名変更。